# Terraformowanie

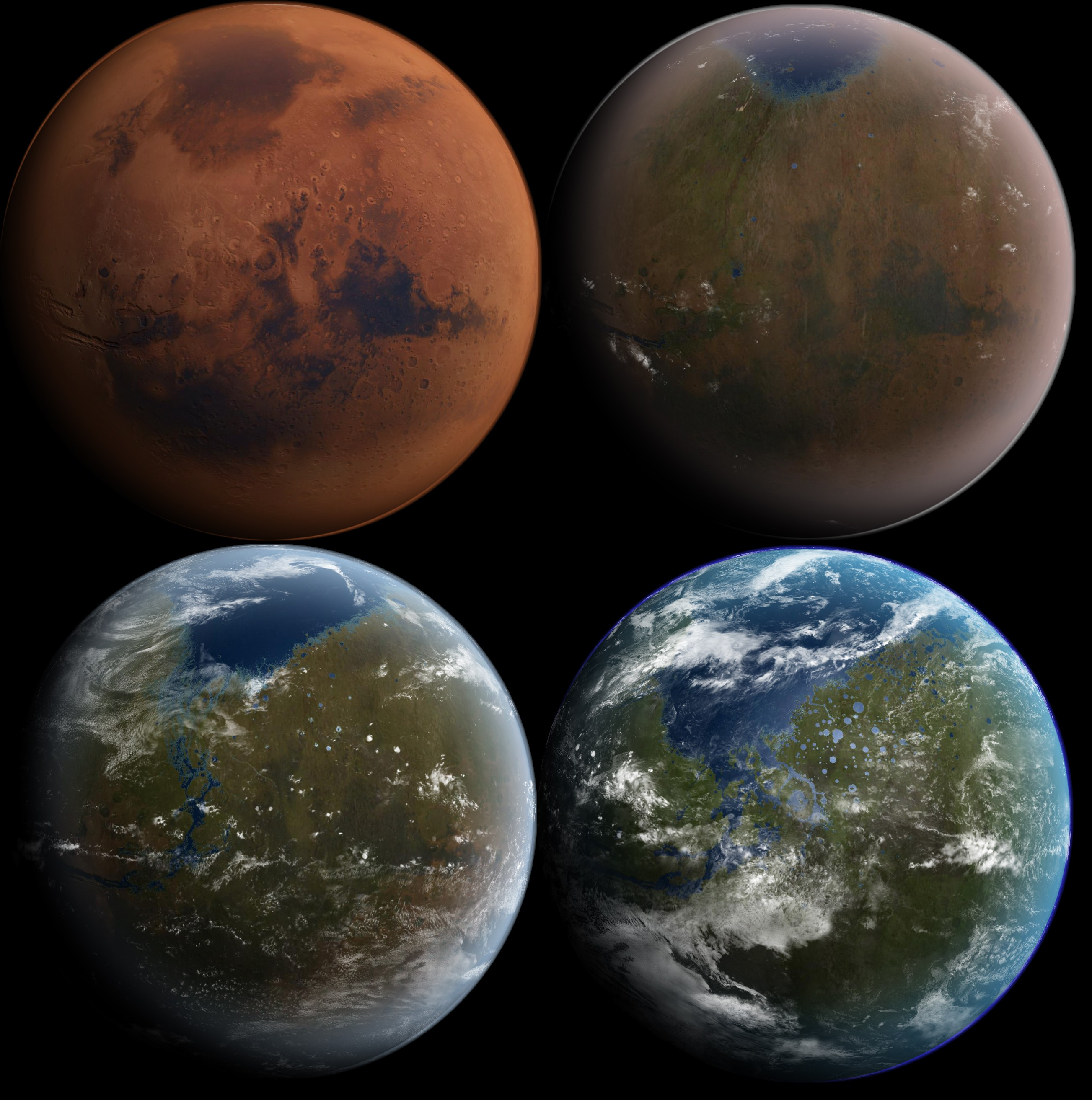
Artystyczna wizja kolejnych etapów terraformacji Marsa

Terraformowanie (dosłownie „tworzenie Ziemi”) – proces zmiany warunków panujących na planecie, księżycu lub innym ciele kosmicznym do podobnych, jakie panują na Ziemi, dzięki czemu miałoby być możliwe zamieszkanie go przez człowieka – utworzenie kolonii.
Termin ten bywa nieściśle używany jako synonim inżynierii planetarnej. Został po raz pierwszy zastosowany w opowiadaniu Jacka Williamsona Collision Orbit, opublikowanym 1942 w „Astounding Science Fiction”, choć sama koncepcja pojawiła się już wcześniej.
Proces terraformowania nie jest dotychczas dostatecznie zbadany, aby istniała możliwość wprowadzenia go w życie. Ponadto główną barierę stanowią problemy technologiczne, które przy obecnym poziomie zaawansowania cywilizacji ludzkiej redukują tę dziedzinę nauki do etapu czysto teoretycznego.
Mars jest przez wielu uznawany za najlepszego kandydata do terraformowania. Zagadnieniu ogrzania planety i zmiany jej atmosfery poświęcono wiele badań, debaty na ten temat prowadziła również NASA. Niektóre z metod zmiany klimatu Marsa mogą znaleźć się w zasięgu możliwości technicznych ludzkości, aczkolwiek obecnie byłby to proces przekraczający możliwości finansowe jakiegokolwiek rządu lub społeczności.

## Potencjalnie terraformowalne ciała niebieskie

### Mars

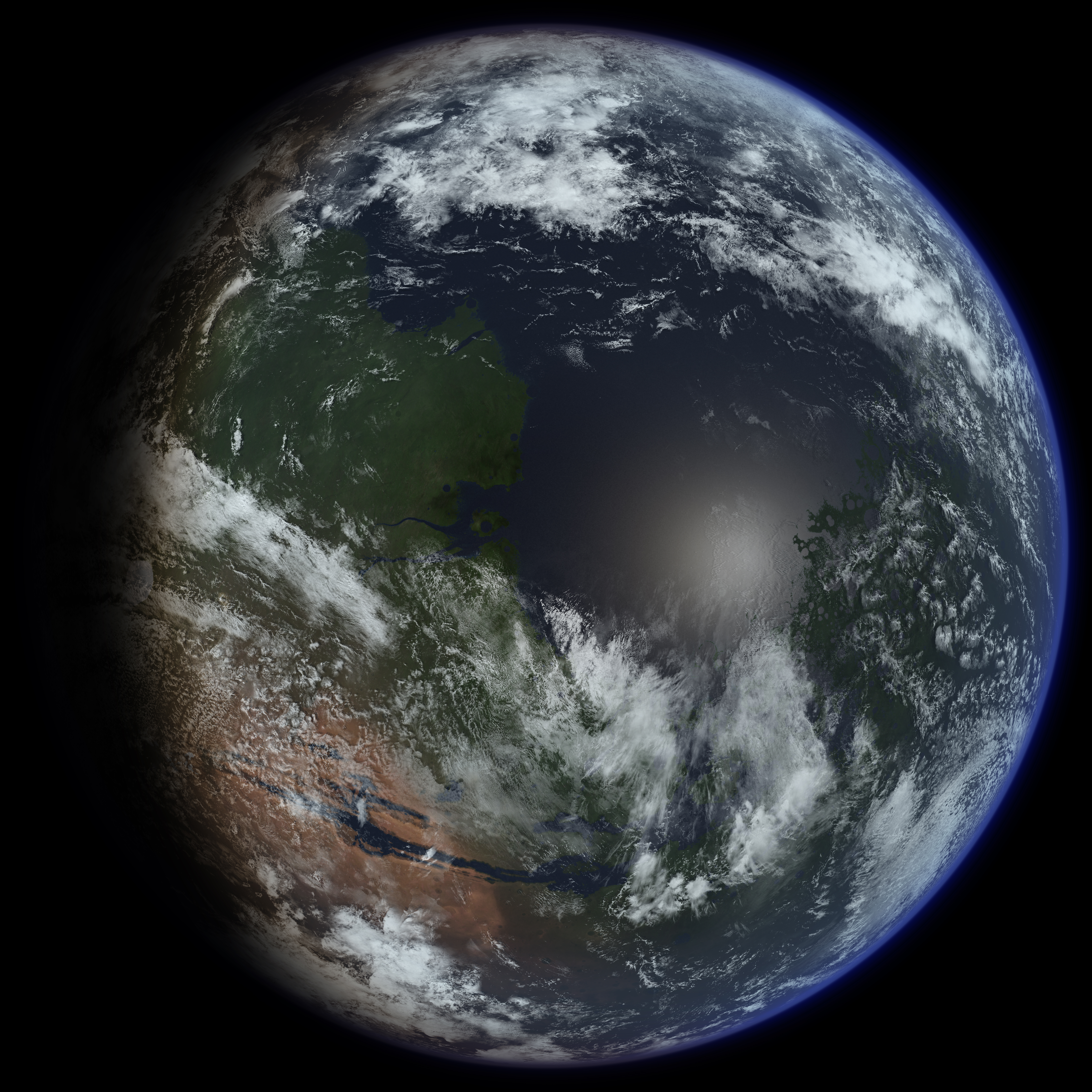
Artystyczna wizja sterraformowanego Marsa

Pod wieloma względami Mars jest najbardziej podobną do Ziemi planetą w Układzie Słonecznym. Sądzi się, że we wczesnym stadium swojej historii na Marsie panowały podobne do Ziemi warunki, jednak z rzadszą atmosferą i znaczną ilością wody, które zniknęły w przeciągu kilkuset milionów lat.
Mechanizm odpowiadający za te zmiany nie jest dokładnie znany, jednak rozważa się trzy możliwości:
- obecność wody powierzchniowej powoduje reakcję dwutlenku węgla ze skałami, przez co powstają węglany. Wynikiem tego jest zanik atmosfery. Na Ziemi procesowi temu zapobiegają ruchy tektoniczne i aktywność wulkanów, które wyrzucają dwutlenek węgla z powrotem do atmosfery. Brak ruchów tektonicznych na Marsie uniemożliwia obieg gazów związanych w osadach[4].
- brak magnetosfery otaczającej całą powierzchnię Marsa mógł spowodować stopniowe rozrzedzanie atmosfery przez wiatr słoneczny[4]
- Wielkie Bombardowanie, które nastąpiło w okresie od ok. 4,1 do ok. 3,8 miliarda lat temu, spowodowało znaczące zmiany środowisk ciał znajdujących się w Układzie Słonecznym. Stosunkowo niewielka grawitacja Marsa sugeruje, że znaczna część atmosfery Marsa mogła zostać wyrzucona w przestrzeń kosmiczną na skutek zderzeń[4]

Terraformowanie Marsa wymagałoby trzech zmian: odbudowy atmosfery, pola magnetycznego i ogrzania jej. Grubsza atmosfera złożona z gazów cieplarnianych, jak dwutlenek węgla, umożliwiłaby zatrzymywanie energii słonecznej, a obecność pola magnetycznego chroniłaby ją przed wiatrem słonecznym. Ponieważ wzrost temperatury pociągałby za sobą wzrost stężenia tych gazów, wszystkie procesy wzajemnie by się napędzały.

### Wenus

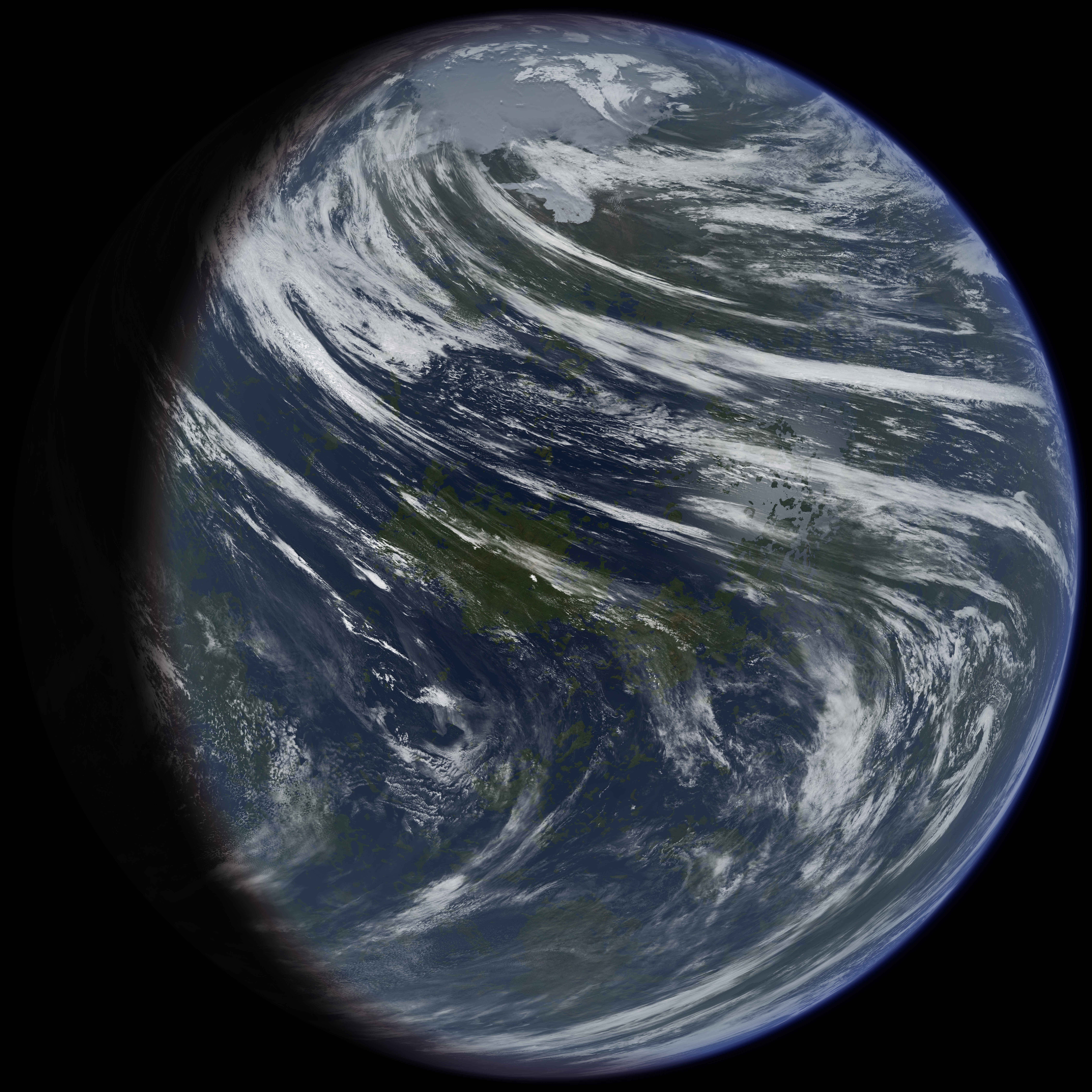
Artystyczna wizja sterraformowanej Wenus

Terraformowanie Wenus wymagałoby pięciu dużych zmian w środowisku planety:
- obniżenie wynoszącej około 450 °C temperatury na powierzchni
- likwidację większości gęstej, składającej się głównie z dwutlenku węgla atmosfery, albo poprzez usunięcie dwutlenku węgla, albo poprzez przetworzenie do innej postaci
- dodanie tlenu do atmosfery
- zmiany cyklu dobowego planety
- utworzenie pola magnetycznego lub innego środka ochrony przed promieniowaniem kosmicznym i słonecznym

Pierwsze trzy cele są ze sobą ściśle powiązane, jako że bardzo wysoka temperatura na powierzchni planety wynika z efektu cieplarnianego wywołanego przez gęstą atmosferę. Ostatni cel również mógłby zostać osiągnięty przez obniżenie temperatury, jako że ochłodzenie rdzenia planety mogłoby wywołać ruchy konwekcyjne, które w konsekwencji mogłyby utworzyć pole magnetyczne.

### Europa (księżyc)
Księżyc Jowisza Europa również jest potencjalnym kandydatem do terraformowania. Jedną z zalet Europy jest obecność ciekłej wody, która znacznie ułatwia wprowadzenie organizmów żywych. Istnieje jednak wiele trudności: Europa znajduje się w strefie wysokiego promieniowania wokół Jowisza i człowiek zginąłby na jego skutek. Aby tego uniknąć, należałoby zbudować olbrzymią instalację odbijającą promieniowanie, co obecnie jest niemożliwe. Ponadto powierzchnia księżyca pokryta jest lodem i musiałaby zostać podgrzana, a to wymagałoby obecności tlenu, ale dałoby się to osiągnąć poprzez elektrolizę. Kolejną ważną zaletą Europy jest jej atmosfera, która choć cienka, składa się prawie wyłącznie z tlenu. Rozwiązaniem może być dodanie azotu, tak aby poziom tlenu zmniejszyć do 20-30%.

### Inne ciała niebieskie

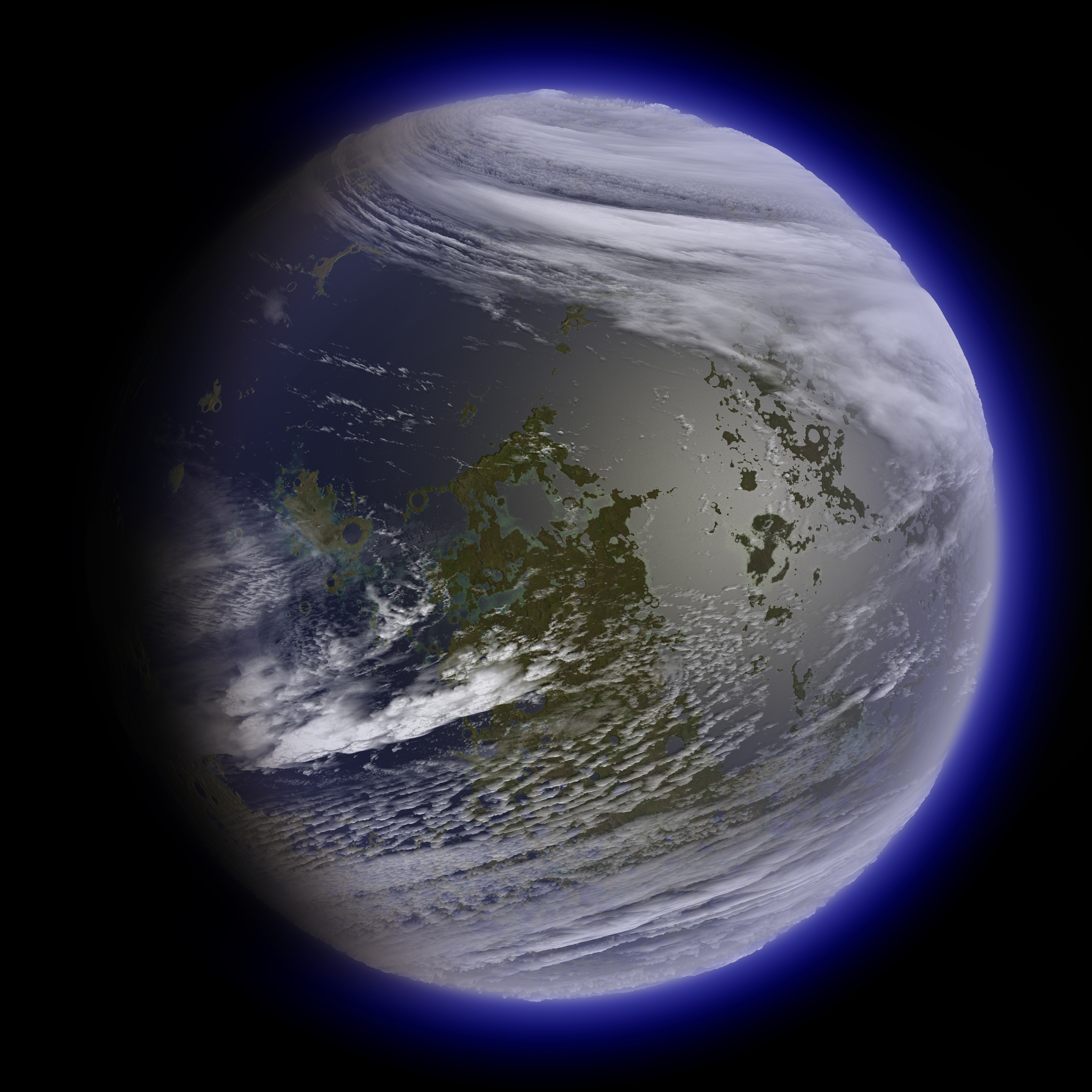
Artystyczna wizja sterraformowanego Księżyca

Inne ciała niebieskie, które mogłyby się nadawać do częściowej lub całkowitej terraformacji, to m.in. Tytan, Kallisto, Ganimedes, Europa, Księżyc czy nawet Merkury, jeden z księżyców Saturna – Enceladus – lub planeta karłowata (1) Ceres. Większość ma jednak zbyt małą masę, a co za tym idzie grawitację, by były w stanie stale utrzymywać atmosferę (uważa się jednak, choć nie jest to pewne, że atmosfera mogłaby się utrzymywać przez dziesiątki tysięcy lat i w razie potrzeby być uzupełniana). Ponadto wszystkie te ciała niebieskie (z wyłączeniem Księżyca i Merkurego) znajdują się tak daleko od Słońca, że ich ogrzanie byłoby niezwykle trudne. Terraformowanie Merkurego napotkałoby inne wyzwania niż terraformowanie Wenus, aczkolwiek pod niektórymi względami byłoby prostsze. Rozważa się zasiedlenie obszarów biegunowych Merkurego. Z kolei Tytan, księżyc Saturna, posiada zalety, których nie mają inne ciała niebieskie – atmosferę o ciśnieniu bliskim ziemskiej, a także znaczną ilość azotu i wody (lodu). Księżyce Jowisza – Europa, Ganimedes i Kallisto – również obfitują w zamarzniętą wodę.

## Kwestie etyczne
W środowiskach biologów i ekologów toczy się filozoficzna dyskusja, czy terraformowanie innych ciał niebieskich jest etycznie dopuszczalne. Z punktu widzenia etyki kosmocentrycznej, przekształcanie innych światów wymaga pogodzenia dwóch trendów: potrzeby zachowania gatunku ludzkiego i zachowania istniejących ekosystemów.
Po stronie zwolenników terraformowania znajdują się m.in. Robert Zubrin, Martyn J. Fogg, Richard L. S. Taylor i zmarły Carl Sagan, którzy przekonani są, że moralnym obowiązkiem człowieka jest przekształcanie innych światów, aby mogło na nich zaistnieć życie. Zwracają oni uwagę, że w pewnym momencie Ziemia ulegnie zagładzie, tak więc ludzkość stanie kiedyś przed wyborem: zasiedlenia i przekształcenia innych światów lub pozwolenia, by wszelkie żywe organizmy na Ziemi wyginęły. Terraformowanie całkowicie jałowych planet jest jak najbardziej moralnie dopuszczanie, jako że nie ingeruje w inne formy życia.
Z drugiej strony padają stwierdzenia, że terraformowanie będzie nieetyczną ingerencją w naturę, szczególnie, jeśli weźmie się pod rozwagę wpływ, jaki ludzka cywilizacja ma na Ziemię. Niemniej niektórzy, jak Christopher McKay, przekonują, że terraformowanie jest etyczne pod warunkiem, że nabierze się absolutnej pewności, że planeta mająca zostać sterraformowana nie posiada żadnych własnych form życia.

## Kwestie ekonomiczne
Początkowe koszty takiego przedsięwzięcia jak terraformowanie byłyby astronomiczne, a infrastrukturę potrzebną do przeprowadzenia go trzeba by budować od podstaw. Technologia niezbędna do jej zbudowania nie została jeszcze wynaleziona. Nie ma też żadnych projektów finansowania. John Hickman zauważa, że obecne rozważania na temat terraformowania całkowicie pomijają jego aspekt ekonomiczny i że większość projektów z nich jest wręcz niepoprawnie optymistyczna.
Jednak dostęp do nieograniczonych złóż zalegających w kosmosie mógłby zwiększyć opłacalność takich przedsięwzięć, mimo że pierwotne koszty niezbędnych instalacji będą raczej bardzo wysokie.

## Kwestie polityczne
Terraformowanie planety lub innego ciała niebieskiego pociąga za sobą kwestie polityczne, takie jak przynależność terytoriów nowej planety do pojedynczych państw, organizacji międzynarodowych, takich jak ONZ, korporacji, czy też indywidualnych osadników. Osady mogłyby się stać przedmiotem sporów, jako że kraje mogłyby się starać o uznanie ich za część swojego narodowego terytorium.
Spekuluje się, że po powołaniu rządu światowego osady w Układzie Słonecznym mogłyby być jego częścią, natomiast osady w innych systemach gwiezdnych musiałyby być odrębnymi jednostkami politycznymi z powodu powolności komunikacji.

## Terraformowanie w kulturze masowej

### Literatura
W literaturze fantastycznonaukowej proces terraformowania przedstawiany jest głównie na przykładzie Marsa i Wenus. W pierwszym przypadku zadanie polega głównie na ogrzaniu planety, co doprowadza do topnienia zamarzniętej na biegunach i pod powierzchnią wody, która rozlewa się, tworząc oceany, a parując zagęszcza atmosferę, czyniąc ją zdatną dla życia roślin. Rośliny zaś wiążą dwutlenek węgla, wydzielając tlen i w dalszym etapie przystosowują atmosferę do potrzeb ludzi. Terraformowanie Wenus, jakkolwiek z naukowego punktu trudniejsze, w literaturze przedstawiane jest jako prosty proces schładzania planety.
O terraformowaniu Marsa opowiada Mars Rafała Kosika, a także Cykl Marsjański Kima Stanleya Robinsona składający się z trzech tomów: Czerwony Mars, Zielony Mars oraz Błękitny Mars; o terraformowaniu Wenus – 2312 tego samego autora.

### Filmy i seriale
W serii filmów i seriali Star Trek przedstawiono kilka etapów terraformowania. W 18 epizodzie (Home Soil) Star Trek: Następne pokolenie Enterprise NCC-1701D odwiedza grupę inżynierów pracującą nad teraformowaniem Velara III. Podczas wizyty okazuje się, że na tej planecie uznanej za jałową i niezdolną do zapoczątkowania życia istnieje inteligentna jego forma.
W serialu Doktor Who w odcinku z 2008 roku pt. Córka Doktora znajduje się kula zawierająca specjalną mieszankę gazów, nazwaną w serialu Źródłem. O kulę walczą ludzie i rozumne ryby. Po rozbiciu jej przez Doktora, gazy stworzyły atmosferę i  warunki do życia na planecie, która wcześniej była nie do zamieszkania dla żywych organizmów.
Terraformowanie Marsa zostało przedstawione w filmie Pamięć absolutna.
W serialu Stargate SG-1, w odcinku Scorched Earth przedstawiona jest terraformacja planety P5S-381 przez statek należący do rasy Gadmeer, której fizjologia oparta jest na siarce, a nie węglu.
Film Terra pokazuje proces terraformowania planety.
W serialu animowanym Cowboy Bebop bohaterowie przemierzają sterraformowane planety i księżyce Układu Słonecznego – m.in. Wenus, Ganimedes. Inne, z uwagi na wysoki koszt terraformowania danej planety, posiadają tylko miejscowe atmosfery - np. Marsjańskie miasta są zakładane w kraterach i tylko w nich znajdują się warunki sprzyjające życiu zwykłych ludzi. Wysokie ściany kraterów pomagają utrzymać atmosferę w skupieniu w jednym miejscu.

### Gry komputerowe
Motyw terraformowania występuje również w grach komputerowych, na przykład Stellaris, Planet Crafter, Imperium Galactica, TerraGenesis, Space Empires V, Endless Space, Red Faction, Hegemonia: Żelazne legiony, Mass Effect (temat szczególnie wyeksponowany w Mass Effect: Andromeda), Master of Orion, Supremacy i Spore. W Spore terraformowanie to dodawanie na planecie atmosfery i organizmów w celu kolonizacji. Pojęcie to pojawia się także w grze MMORTS OGame, jednak ma tam inne znaczenie. W serii gier Fallout istnieje urządzenie G.E.C.K. (Garden of Eden Creation Kit, czyli generator cudownej krainy).